# 黄豆粉

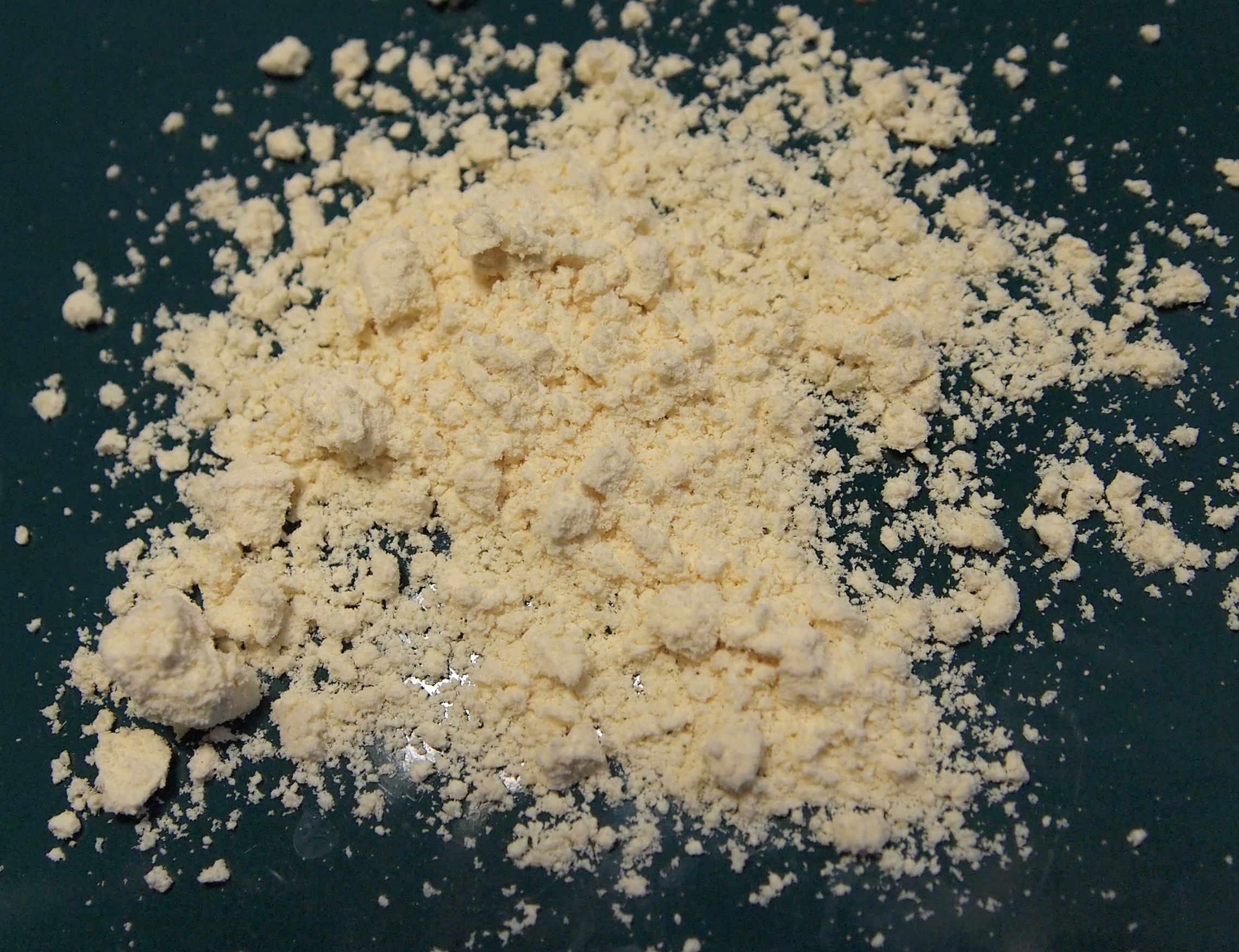
黄豆粉

黄豆粉是大豆炒后去皮、磨制而成的粉末。
黄豆粉是蕨餅、驴打滚的原料之一。

## 豆粉的营养
豆粉含有大量的蛋白質。此外，大豆含有的寡糖(oligo)可以幫助增加益生菌、含有大量膳食纖維，是具有使糞便軟化的營養素，有助於改善便秘的情況。另外，磨粉之後使其更容易消化，大豆營養成分可以更有效地攝取。此外豆粉還包含許多礦物質，例如鈣、鎂、鉀、磷和鐵質。近年來(？)，由於前面提到寡糖的作用，與乳製品（主要是優酪乳產品）同時攝取將更為有效，因此近年來(?)也有許多專業的運動員會將豆粉加入牛乳之中來飲用。
在最近幾年的(？)健康食品熱潮中，由黑豆製成的豆粉相當受到歡迎，這是由於黑豆含有抗氧化劑的花青素。花青素會與活性氧結合，具有吸收和減少活性氧的作用。但是，對於癌症與文明病有關的疾病（例如糖尿病）方面特別具有預防效果的說法，目前沒有任何醫學上的支持。另外，豆粉與黑芝麻、抹茶等各種粉狀產品也有在販賣。